# Už se ten Tálinskej rybník nahání
Už se ten Tálinskej rybník nahání (známá též pod názvem Uj se ten Tálinskej rybník nahání) je česká zlidovělá píseň původem z jihočeského kraje.
Byla složena dvojicí autorů v druhé polovině 19. století, text napsal Martin Bláha z Maletic a hudbu složil Jan Procházka ze Žďáru u Protivína. Píseň byla poprvé veřejně zahrána na zábavě v Selibově v roce 1877. Písnička se vztahuje k Tálínskému rybníku, který se nachází nedaleko jihočeské obce Tálín.
Během let byla píseň nazpívána celou řadou interpretů, včetně například i Waldemara Matušky. Byla i zpracována v televizním formátu v rámci Zpívánek, pořadu České televize.